# Ташкын, Айхан
Айхан Ташкын (тур. Ayhan Taşkın; род. 6 января 1953, Тарсус) — турецкий борец вольного стиля, призёр чемпионата Европы, победитель и призёр Средиземноморских игр, бронзовый призёр летних Олимпийских игр 1984 года в Лос-Анджелесе.

## Карьера
Выступал в полутяжёлой (до 90 кг), тяжёлой (до 100 кг) и супертяжёлой (свыше 100 кг) весовых категориях. Серебряный призёр чемпионата Европы 1989 года в Анкаре. Чемпион (1987) и серебряный призёр (1975) Средиземноморских игр.
На летних Олимпийских играх 1984 года в Лос-Анджелесе Ташкын победил грека Панагиотиса Поикилидиса, румына Василе Андрея и занял второе место в своей подгруппе. В схватке за бронзовую медаль турок победил египтянина Хассана эль-Хаддада.